# Polokwane Oval Raceway
Der Polokwane Oval Raceway (auch als Unique Raceway bezeichnet) ist ein Viertelmeilen-Short-Track-Oval, das 8 km südwestlich von Polokwane in der Provinz Limpopo in Südafrika liegt. Der Kurs ist Südafrikas derzeit am nördlichsten gelegene Rennstrecke.

## Geschichte
Das seit den 1980er Jahren bestehende Short Track Oval wird hauptsächlich für Hot-Rod- und Stockcar-Rennen benutzt. Die während der Rennsaison 2-mal monatlich stattfindenden Veranstaltungen auf dem Kurs werden von der Vereinigung „World of Motorsport South Africa“ (WoMZA) organisiert und umfassen Sprint-Rennen für bis zu 10 verschiedene Klassen.